# 理查德·霍夫曼
理查德·霍夫曼（德語：Richard Hofmann，1906年2月8日—1983年5月5日），已故德国前足球运动员及主教练。他曾作为前锋代表德国国家足球队出场25次并射入24球，当中包括在德国首次客场对阵英格兰的国际比赛中上演帽子戏法。